# Bossus-lès-Rumigny
 Bossus-lès-Rumigny  là một xã ở tỉnh Ardennes, thuộc vùng Grand Est ở phía bắc nước Pháp.